# Дорале (порт)
Порт Дорале — багатоцільовий порт у Джибуті, розташований за 5 км до заходу від міста Джибуті. Багатофункціональний порт має термінали для обробки нафти, сипучих вантажів, і контейнерів. Належить і управляється компанією DP World та China Merchants Holdings. Розташована китайська військово-морська база у безпосередній близькості до порту.

## Операції
Багатофункціональний порт Дорале має 15 причалів загальною довжиною 4 км. Один з причалів зарезервований для використання китайським військово-морським флотом, який має базу на заході порту   Всі термінали мають прямий доступ до залізниці Аддис-Абеба — Джибуті, що є залізничною брамою Ефіопії до моря
Контейнерний термінал У 2011 році 450000 контейнерів було оброблено у порі Дорале
Нафтовий термінал має причали з можливістю розміщення суден з осадкою до 20 метрів, він має ємність 370000 м³. Знаходиться у веденні компанії "Horizon Djibouti Terminal Limited" (HDTL).